# Andrés Avelino de Arteaga y Silva
Andrés Avelino de Arteaga y Silva Carvajal y Téllez-Girón, XVI duque del Infantado (Madrid, 12 de julio de 1833-Madrid, 15 de junio de 1910), fue un aristócrata y militar español, jefe de la Casa del Infantado. 

## Biografía
Nacido en Madrid, era sobrino del duque de Osuna por parte materna, heredó algunos de los numerosos títulos de Mariano Téllez-Girón y Beaufort Spontin, duque de Osuna, a la muerte de éste sin descendientes. 
Estuvo en la guerra de Marruecos en 1859 y fue coronel del Ejército mandando los regimientos de Húsares de Pavía y Alfonso XII. Acompañó a su tío el duque de Osuna en la embajada a San Petersburgo y fue senador por derecho propio como grande de España desde 1877.
Su abuelo paterno fue Andrés Avelino de Arteaga Lazcano y Palafox, XIII Marqués de La Guardia, XII de Estepa, XI de Armunia, X de Ariza y V de Valmediano. XIX conde de Saldaña, IX conde de la Monclova, VIII conde de Santa Eufemia, II conde de Corres, casado con Joaquina de Carvajal y Manrique de Lara, hija de Mariano Joaquín de Carvajal-Vargas y Brun, conde del Puerto y  de Castillejo. Estos tuvieron por hijo a:
Andrés Avelino de Arteaga Lazcano y Carvajal, que fue VI marqués de Valdemediano, III conde de Corres y IX conde de Santa Eufemia, casado con Fernanda Silva y Tellez-Girón, hija de los X marqueses de Santa Cruz y nieta de los IX duques de Osuna quienes fueron padres de:
Andrés Avelino de Arteaga y Silva Carvajal y Téllez-Girón, quien ostentó los siguientes títulos nobiliarios:
- XVI Ducado del Infantado
- XIV Marquesado de La Guardia
- XI Marquesado de Estepa
- XI Marquesado de Armunia
- XI Marquesado de Ariza
- VII Marquesado de Valmediano
- XVII Marquesado de Santillana
- X Condado de la Monclova
- IX Condado de Santa Eufemia
- IV Condado de Corres

Casó con María de Belén Echagüe y Méndez de Vigo, hija de Rafael Echagüe y Bermingham, I conde del Serrallo.
Su hijo y sucesor fue:
Joaquín de Arteaga y Echagüe (1870-1947), XVII duque del Infantado, XII marqués de Ariza, XIV marqués de Estepa, XIII marqués de Armunia, XI conde de la Monclova, etc.